# ГТЭС Кумколь
ГТЭС Кумко́ль, также встречается Кумкольская ГТЭС (ранее ГТУ Кумколь) — электростанция промышленного значения. Расположена у нефтяного месторождения Кумколь — в юго-западной части Улытауской области, на территории Улытауского района. Входит в состав АО «ПетроКазахстан Кумколь Ресорсиз» — добывающего подразделения компании «ПетроКазахстан». Несмотря на то, что Кумкольская электростанция территориально находится в Улытауской области, ввод второй очереди был включен в карту индустриализации Казахстана по Кызылординской области.

## История
В 2004 году с целью утилизации попутного нефтяного газа и самообеспечения электроэнергией на кумкольском месторождении было начато строительство газотурбинной электростанции мощностью 55 МВт, на базе попутного газа, ранее сжигаемого на факелах.
В 2010 году на ГТЭС были введены в эксплуатацию две дополнительные газотурбинные установки марки MS5001 производства «Дженерал электрик» мощностью 26,8 МВт каждая. По плану, излишек электроэнергии (около 30 МВт) должен был подаваться на сети KEGOC. Проект был осуществлён в консорциуме с компаний «Тургай Петролеум» (совместное предприятие российского «Лукойла» и китайско-казахстанского «ПетроКазахстан»). Выработанная станцией электроэнергия идёт на покрытие электрических нагрузок кумкольской группы месторождений — компании ПККР и «Тургай Петролеум».
Несмотря на заявленное, в ходе реализации программы в конце 2010 года, решение ряда экологических проблем («…исключаются сжигание и выбросы газа…»), в начале 2011-го на ГТЭС было выявлено 47 нарушений технологического характера, в том числе и нарушения утилизации ежесуточного объёма газа. По данным казахстанских СМИ на электростанции часто происходят аварии.

## Основные данные
Основное оборудование электростанции, эксплуатируемой в простом цикле, размещено в легкосборных зданиях.
Производственные показатели ГТЭС на 2014 год:
- Установленная электрическая мощность — 102 МВт
- Располагаемая электрическая мощность — 74 МВт
- Выработка электроэнергии — 0,68 млрд кВт·ч

Основной вид топлива, использующийся на станции — попутный газ кумкольской группы нефтяных месторождений «Кумколь», «Северный Кумколь» и «Южный Кумколь» в количестве 210 млн м³, неиспользованный газ закачивается обратно в пласт.